# Politique dans le Rhône
Le département français du Rhône est un département créé le 12 août 1793 par la partition du département de Rhône-et-Loire. Plus tardivement le département a acquis des communes provenant de Isère. En 2015, la métropole de Lyon obtient le statut de collectivité. Les 208 actuelles communes et les 59 communes de la métropole de Lyon, dont presque toutes sont regroupées en intercommunalités, sont organisées en 13 cantons permettant d'élire les conseillers départementaux. La représentation dans les instances régionales est quant à elle assurée par 12 conseillers régionaux. Le département est également découpé en 14 circonscriptions législatives, et est représenté au niveau national par quatorze députés et sept sénateurs. 

## Représentation politique et administrative

### Préfets et arrondissements

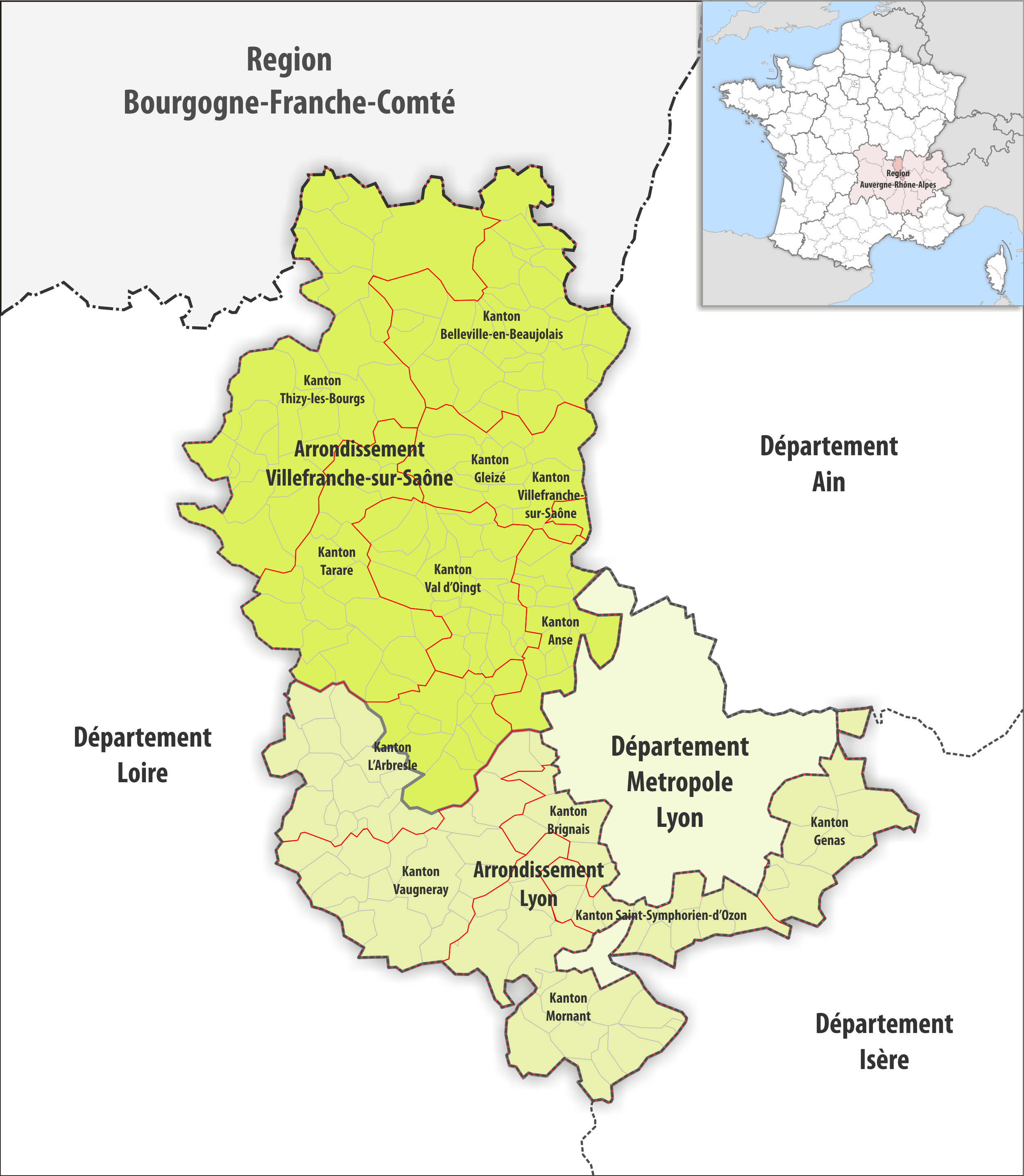
Arrondissements et cantons

La préfecture du Rhône est localisée à Lyon. Le département possède en outre une sous-préfecture à Villefranche-sur-Saône.

### Députés et circonscriptions législatives

Circonscriptions et affiliations à l'issue des élections de 2024.

| Circ. | Nom                     |  | Parti | Groupe                      | Suppléant               |
| ----- | ----------------------- |  | ----- | --------------------------- | ----------------------- |
| 1re   | Anaïs Belouassa-Cherifi |  | LFI   | La France insoumise         | Nadine Georgel          |
| 2e    | Boris Tavernier         |  | LÉ    | Écologiste et social        | Yasmine Bouagga         |
| 3e    | Marie-Charlotte Garin   |  | LÉ    | Écologiste et social        | Boris Miachon-Debard    |
| 4e    | Sandrine Runel          |  | PS    | Socialistes et apparentés   | Régis Bourgeat          |
| 5e    | Blandine Brocard        |  | MoDem | Les Démocrates              | Romain Vernet           |
| 6e    | Gabriel Amard           |  | LFI   | La France insoumise         | Melouka Hadj-Mimoune    |
| 7e    | Abdelkader Lahmar       |  | LFI   | La France insoumise         | Élise Sabin             |
| 8e    | Jonathan Géry           |  | RN    | Rassemblement national      | Daniel Prud'homme       |
| 9e    | Alexandre Portier       |  | LR    | Droite républicaine         | Pascale Bay             |
| 9e    | Pascale Bay             |  | DVD   | Droite républicaine         | –                       |
| 9e    | Alexandre Portier       |  | LR    | Droite républicaine         | Pascale Bay             |
| 10e   | Thomas Gassilloud       |  | RE    | Ensemble pour la République | Fabienne Tirtiaux       |
| 11e   | Jean-Luc Fugit          |  | RE    | Ensemble pour la République | Magali Bacle-Coulouvrat |
| 12e   | Cyrille Isaac-Sibille   |  | MoDem | Les Démocrates              | Carine Frappa-Rousse    |
| 13e   | Tiffany Joncour         |  | RN    | Rassemblement national      | Laurent Primault        |
| 14e   | Idir Boumertit          |  | LFI   | La France insoumise         | Gisèle Putoud           |

### Sénateurs
| Nom                  |  | Parti | Groupe                                        | Autres mandats (passés ou actuels) |
| -------------------- |  | ----- | --------------------------------------------- | ---------------------------------- |
| François-Noël Buffet |  | LR    | Les Républicains                              |                                    |
| Catherine Di Folco   |  | LR    | Les Républicains                              |                                    |
| Gilbert-Luc Devinaz  |  | PS    | Socialiste, écologiste et républicain         |                                    |
| Étienne Blanc        |  | LR    | Les Républicains                              |                                    |
| Bernard Fialaire     |  | PR    | Rassemblement démocratique et social européen |                                    |
| Raymonde Poncet      |  | LÉ    | Écologiste - Solidarité et territoires        |                                    |
| Thomas Dossus        |  | LÉ    | Écologiste - Solidarité et territoires        |                                    |

### Conseillers départementaux

Cantons et affiliations à l'issue des élections de 2021.

| Canton                   | Conseiller Sortant    | Parti | Parti | Conseiller élu         | Parti | Parti |
| ------------------------ | --------------------- | ----- | ----- | ---------------------- | ----- | ----- |
| Anse                     | Pascale Bay           |       | DVD   | Pascale Bay            |       | DVD   |
| Anse                     | Daniel Pomeret        |       | MR    | Daniel Pomeret         |       | MR    |
| L'Arbresle               | Richard Chermette     |       | PCF   | Morgan Griffond        |       | LREM  |
| L'Arbresle               | Sheila McCarron       |       | G.s   | Catherine Lotte        |       | DVC   |
| Belleville-en-Beaujolais | Bernard Fialaire      |       | MR    | Évelyne Geoffray       |       | UDI   |
| Belleville-en-Beaujolais | Évelyne Geoffray      |       | UDI   | Frédéric Pronchéry     |       | DVD   |
| Brignais                 | Christiane Agarrat    |       | LR    | Valérie Grillon        |       | LR    |
| Brignais                 | Christophe Guilloteau |       | LR    | Christophe Guilloteau  |       | LR    |
| Genas                    | Christiane Guicherd   |       | LR    | Christine Hernandez    |       | DVD   |
| Genas                    | Daniel Valéro         |       | LR    | Daniel Valéro          |       | LR    |
| Gleizé                   | Sylvie Épinat         |       | LR    | Sylvie Épinat          |       | LR    |
| Gleizé                   | Michel Thien          |       | LR    | Michel Thien           |       | LR    |
| Mornant                  | Christiane Jury       |       | LR    | Pascale Chapot         |       | LR    |
| Mornant                  | Renaud Pfeffer        |       | LR    | Philippe Marion        |       | DVD   |
| Saint-Symphorien-d'Ozon  | Jean-Jacques Brun     |       | LR    | Jean-Jacques Brun      |       | LR    |
| Saint-Symphorien-d'Ozon  | Mireille Simian       |       | LR    | Mireille Simian        |       | LR    |
| Tarare                   | Annick Guinot         |       | DVD   | Annick Guinot          |       | DVD   |
| Tarare                   | Bruno Peylachon       |       | LR    | Bruno Peylachon        |       | LR    |
| Thizy-les-Bourgs         | Colette Darphin       |       | UDI   | Colette Darphin        |       | UDI   |
| Thizy-les-Bourgs         | Didier Fournel        |       | LR    | Patrice Verchère       |       | LR    |
| Le Val-d'Oingt           | Antoine Duperray      |       | DVD   | Martine Publié         |       | LR    |
| Le Val-d'Oingt           | Martine Publié        |       | LR    | Christian Vivier-Merle |       | LR    |
| Vaugneray                | Claude Goy            |       | UDI   | Claude Goy             |       | UDI   |
| Vaugneray                | Daniel Jullien        |       | UDI   | Daniel Jullien         |       | UDI   |
| Villefranche-sur-Saône   | Muriel Blanc          |       | UDI   | Béatrice Berthoux      |       | LR    |
| Villefranche-sur-Saône   | Thomas Ravier         |       | UDI   | Thomas Ravier          |       | UDI   |

### Conseillers métropolitains

Circonscriptions et affiliations à l'issue des élections de 2020.

Présidence : Bruno Bernard
| Groupe     | Groupe                                                     | Parti                    | Sièges |
| ---------- | ---------------------------------------------------------- | ------------------------ | ------ |
| Majorité   |                                                            |                          |        |
|            | Les Écologistes                                            | EÉLV                     | 58     |
|            | Socialistes, la gauche sociale et écologique et apparentés | PS - G.s - PP - ND - DVG | 13     |
|            | Communiste et républicain                                  | PCF                      | 6      |
|            | Métropole insoumise, résiliente et solidaire               | FI                       | 4      |
| Opposition |                                                            |                          |        |
|            | Rassemblement de la droite et du centre                    | LR - UDI                 | 30     |
|            | Progressistes et républicains                              | LREM Diss. - PRG         | 13     |
|            | Synergies Métropole                                        | DVD                      | 10     |
|            | Inventer la Métropole de demain                            | LREM - MoDem - Agir      | 10     |
|            | Métropole en commun                                        | GRAM                     | 3      |
|            | La Métropole pour tous                                     | DVC                      | 2      |
|            | Non-inscrit                                                | NI                       | 1      |

### Conseillers régionaux
Présidence : Laurent Wauquiez (Haute-Loire)
|            | Parti | Siège Départ. | Siège Métrop. |
| ---------- | ----- | ------------- | ------------- |
| Majorité   |       |               |               |
|            | LR    | 6             | 12            |
|            | DVD   | 2             | 2             |
|            | UDI   | 1             | 4             |
| Opposition |       |               |               |
|            | EELV  | 1             | 3             |
|            | PS    |               | 2             |
|            | G.s   |               | 1             |
|            | GÉ    |               | 1             |
|            | RN    | 1             | 1             |
|            | PL    |               | 1             |
|            | PRG   | 1             | 1             |
|            | LFI   |               | 1             |

### Maires

Carte des 267 communes du Rhône et de la métropole au 1er janvier 2022.

| Commune                                      | Maire                 |  | Parti | Élection | Population (2021) |
| -------------------------------------------- | --------------------- |  | ----- | -------- | ----------------- |
| Bron                                         | Jérémie Bréaud        |  | LR    | 2020     | 42 850            |
| Caluire-et-Cuire                             | Philippe Cochet       |  | LR    | 2008     | 43 479            |
| Décines-Charpieu                             | Laurence Fautra       |  | LR    | 2014     | 29 905            |
| Givors                                       | Mohamed Boudjellaba   |  | DVG   | 2020     | 20 943            |
| Lyon                                         | Grégory Doucet        |  | LÉ    | 2020     | 520 774           |
| Meyzieu                                      | Christophe Quiniou    |  | LR    | 2017     | 36 437            |
| Oullins-Pierre-Bénite *                      | Jérôme Moroge         |  | LR    | 2024     | 37 928            |
| Rillieux-la-Pape                             | Alexandre Vincendet   |  | HOR   | 2024     | 31 479            |
| Saint-Genis-Laval                            | Marylène Millet       |  | LC    | 2020     | 21 329            |
| Saint-Priest                                 | Gilles Gascon         |  | LR    | 2014     | 49 193            |
| Sainte-Foy-lès-Lyon                          | Véronique Sarselli    |  | LR    | 2014     | 21 893            |
| Tassin-la-Demi-Lune                          | Pascal Charmot        |  | LR    | 2014     | 22 819            |
| Vaulx-en-Velin                               | Hélène Geoffroy       |  | PS    | 2017     | 52 448            |
| Vénissieux                                   | Michèle Picard        |  | PCF   | 2009     | 66 701            |
| Villefranche-sur-Saône                       | Thomas Ravier         |  | UDI   | 2017     | 36 224            |
| Villeurbanne                                 | Cédric Van Styvendael |  | PS    | 2020     | 162 207           |
| * Commune nouvelle créée le 1er janvier 2024 |                       |  |       |          |                   |